# تايلور كوران (لاعب كرة قدم)
تايلور كوران (بالإنجليزية: Taylor Curran)‏ هو لاعب كرة قدم بريطاني في مركز الدفاع، ولد في 7 يوليو 2000. لعب مع برينتري تاون.